# 佛波醇-12-十四烷酰-13-乙酸酯
佛波醇-12-十四烷酰-13-乙酸酯（英語：12-O-Tetradecanoylphorbol-13-acetate，縮寫：TPA）是一種具有潛在促癌作用的佛波酯，在生物醫學研究中常用作蛋白激酶C（PKC）的激活劑。TPA對PKC的生物學活性源於它的擬甘油二酯樣作用——後者是一種經典蛋白激酶C的天然活化劑。
在自由基生物學中，不包含羥基自由基、過氧化氫、過氧亞硝酸鹽在內的超氧化物被認定系TPA而非离子霉素在小鼠巨噬細胞中產生的活性氧衍生物，因此TPA已成為誘生內源性超氧化物的常規用劑。
在細胞遺傳學試驗中，TPA被視為B細胞淋巴瘤細胞的有丝分裂原，可刺激B細胞的分裂以便於對特定細胞的染色體進行觀察，從而幫助診斷諸如慢性淋巴细胞白血病的血液癌症。
TPA與離子黴素的聯合製劑已被廣泛用於刺激T細胞的活化、增殖並產生細胞因子，亦可用作细胞内染色的助劑。